# Saint-Jouin-de-Marnes
Saint-Jouin-de-Marnes foi uma comuna francesa na região administrativa da Nova Aquitânia, no departamento de Deux-Sèvres. Estendia-se por uma área de 22,77 km². Em 2010 a comuna tinha 585 habitantes (densidade: 25,7 hab./km²).
Em 1 de janeiro de 2019, passou a formar parte da nova comuna de Plaine-et-Vallées.